# Свети Георги (Балчик)
„Свети Георги Победоносец“ е православна църква в град Балчик, България, част от Варненската и Великопреславска епархия на Българската православна църква.

## История
Църквата е построена през 1897 година. Докато градът е в Румъния, след теч от покрива, на стената на църквата се образува влажно петно със силуета на Богородица и затова църквата е преименувана „Дева Мария Морска“.

## Описание
Църквата е най-голямата в града. В архитектурно отношение е трикорабна базилика с един купол и звънарна над притвора. Във вътрешността трите кораба са отделени от два реда от по четири четвъртити стълба, като средните стълбове поддържат високия барабан на купола. Главният вход на храма е от запад, а има и два малки от юг.
Впечатляващ е резбованият иконостас и резбованият владишки трон, изработени от известните дебърски резбари братята Васил Аврамов и Филип Аврамов и синовете на Филип – Иван и Йосиф Филипови.